# Manoir du Kervert
Le manoir du Kervert est un édifice situé à Saint-Gildas-de-Rhuys en France.

## Localisation
Le manoir est situé sur le territoire de la commune de Saint-Gildas-de-Rhuys, au lieu-dit le Kervert, dans le département du Morbihan en région Bretagne.

## Description
Le manoir date des XIXe et XXe siècles, le logis est construit en moellons de granite,  édifice à un étage carré avec comble à surcroît, élévation à travées. Toiture à longs pans recouverte d'ardoises, pignon couvert. Pavillons latéraux en moellon enduit, à deux étages carrés, toit en pavillon.

## Historique
La maison porte la date de 1827 ; le pavillon ouest est de la fin du XIXe siècle ; le pavillon est après 1910 ; la ferme est datée 1827.
Le manoir est inscrit à l'inventaire général du patrimoine culturel.